# Frederick Goodfellow
Frederick "Fred" William Goodfellow (Egyesült Királyság, Cambridgeshire, Cambridge, 1874. július 3. - Dél-London, Croydon kerület, Croydon, 1960. november 22.) olimpiai bajnok brit kötélhúzó.
Az 1908. évi nyári olimpiai játékokon indult kötélhúzásban brit színekben. A londoni városi rendőrség csapatában szerepelt Rajtuk kívül még kettő brit rendőrségi csapat és két ország indult (amerikaiak és svédek). A verseny egyenes kiesésben zajlott. A döntőben a liverpooli rendőrséget győzték le.